# Fabio Borini
Fabio Borini (Bentivoglio, 29 marzo 1991) è un calciatore italiano, attaccante o centrocampista svincolato.

## Biografia
Dal 2015 è sposato con la modella britannica di origini irlandesi Erin O'Neill. Da lei ha avuto (nel settembre 2019) una figlia di nome Stella.
Il 13 settembre 2020 consegue il diploma da geometra.

## Caratteristiche tecniche
Indicato, in giovane età, come promessa del calcio internazionale, Borini è abile nella lettura dell'azione e dotato di notevoli proprietà balistiche sfoggiabili nel ruolo di esterno offensivo o punta centrale; solito procacciarsi il pallone anche in zone del campo non aderenti alla sua posizione, si distingue per visione di gioco, tecnica individuale, controllo della sfera e lucidità in area di rigore. Nel Milan, nella stagione 2017-2018, con l'allenatore Montella, viene spesso impiegato come laterale destro in un centrocampo a 4 o anche a 5. Successivamente, con il subentro di Gennaro Gattuso, viene utilizzato talvolta anche come terzino su entrambe le fasce.

## Carriera

### Club

#### Esordi, Chelsea e Swansea City

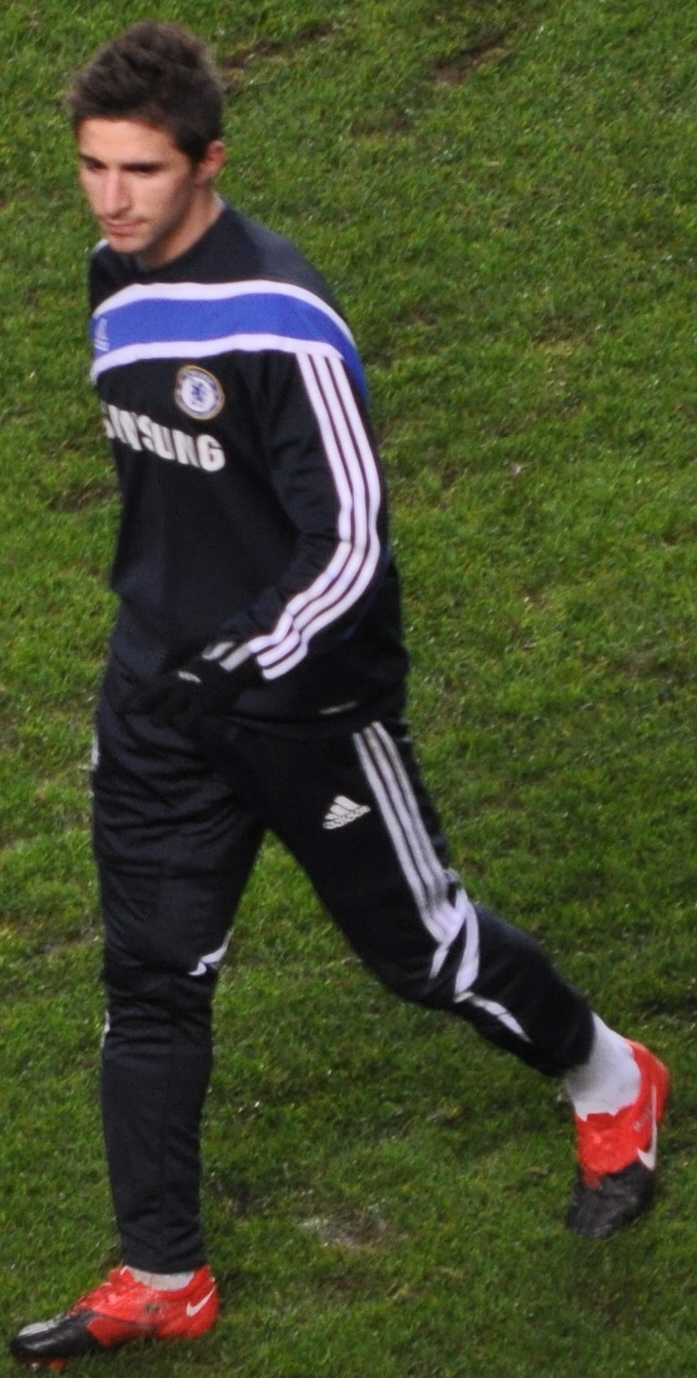
Borini al Chelsea nel 2010

Muove i suoi primi passi da giocatore nelle giovanili del Bologna nel 2001, per poi passare a quelle del Chelsea nel 2007. Nella stagione 2008-2009 diventa il capocannoniere della squadra delle riserve dei Blues, con 10 gol in 11 partite, tra i quali uno contro il Manchester United nella FA Youth Cup. Il 1º settembre 2009 è inserito dal manager connazionale Carlo Ancelotti nella lista per la partita di Champions League contro il Porto. Fa il suo esordio ufficiale con la prima squadra del club londinese pochi giorni dopo, il 20 settembre, nella partita di Premier League vinta per 3-0 contro il Tottenham.
Il 17 marzo 2011 viene ceduto in prestito allo Swansea City, club gallese militante nella Football League Championship, fino al termine della stagione 2010-2011. Il 19 marzo segna una doppietta all'esordio contro il Nottingham Forest, risultando così decisivo per il definitivo 3-2. Realizza sei reti in campionato, determinanti per il 3º posto raggiunto dalla Swansea e la conseguente qualificazione ai play-off. Gioca da titolare le semifinali e la finale di Wembley, vinta 4-2 contro il Reading, che sancisce la prima promozione dello Swansea in Premier League.

#### Parma e Roma
Arrivato a scadenza di contratto con il club londinese, nel mercato estivo approda al Parma. Il 21 agosto 2011 disputa la sua unica gara ufficiale con i ducali, la partita Parma-Grosseto (4-1) di Coppa Italia.
Il 31 agosto passa alla Roma in prestito oneroso a 1,25 milioni con diritto di riscatto fissato a 7 milioni di euro. Disputa la sua prima gara con la maglia della Roma l'11 settembre 2011, esordendo in Serie A nella partita Roma-Cagliari (1-2), dove subentra nel secondo tempo a Osvaldo. Realizza la prima segnatura con la maglia giallorossa il 26 ottobre in Genoa-Roma (2-1). L'11 gennaio del 2012 segna il suo primo gol in Coppa Italia, siglando il 3-0 finale nella partita casalinga contro la Fiorentina. Il 23 gennaio la Roma lo acquista in compartecipazione per 2,3 milioni di euro, nell'operazione che porta Okaka in prestito al Parma. Il 5 febbraio sigla la sua prima doppietta nella gara casalinga contro l'Inter (4-0). Nelle gare successive i suoi gol risultano decisivi per le vittorie su Parma e Palermo.
Il 22 giugno Roma e Parma non trovano un accordo per decidere le sorti del giocatore e così tutto viene deciso alle buste. Il giorno seguente la Roma si aggiudica il giocatore offrendo 5,3 milioni alle buste e battendo l'offerta del Parma, di circa 4,2 milioni di euro.

#### Liverpool e Sunderland

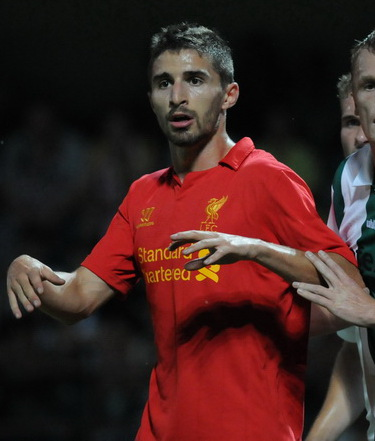
Borini al Liverpool nel 2012.

Il 13 luglio 2012 viene ufficializzata la sua cessione al Liverpool, guidato dal suo ex allenatore allo Swansea, Brendan Rodgers, per 13,3 milioni di euro più un bonus aggiuntivo di un milione legato ad alcuni obiettivi. Il 2 agosto seguente esordisce con la nuova maglia, nella partita di andata del 3º turno preliminare di Europa League contro il Gomel (1-0). Nella gara di ritorno, ad Anfield, realizza il suo primo gol con i Reds. Il 18 agosto disputa la sua prima partita di campionato, nella sconfitta esterna per 0-3 contro il West Bromwich Albion. A causa di un infortunio al metatarso del piede, e in seguito ad un problema alla spalla, è pero costretto a saltare gran parte della stagione. Al rientro dal secondo infortunio sigla il primo gol in Premier League con la maglia del Liverpool, nella partita vinta per 6-0 contro il Newcastle. Chiude la stagione con 20 partite tra campionato e coppe, realizzando due gol.
Il 2 settembre 2013 viene ceduto al Sunderland con la formula del prestito. Debutta nella sconfitta casalinga contro l'Arsenal (1-3) e segna il suo primo gol con la nuova maglia nella vittoria per 2-1 contro il Newcastle. Si ripete il 17 dicembre, nel match di Carling Cup vinto per 2-1 contro il Chelsea. Il 7 gennaio 2014, durante la semifinale di andata di Carling Cup, segna una rete decisiva dal dischetto nella vittoria casalinga per 2-1 contro il Manchester United, contribuendo al raggiungimento della finale, persa contro il Manchester City.
A fine stagione non viene riscattato e fa quindi ritorno al Liverpool, con cui resta per un anno (totalizzando 18 presenze e una rete) prima di fare ritorno al Sunderland, che lo acquista a titolo definitivo per 10,7 milioni di euro. Nella stagione 2015-2016 colleziona 26 presenze e 5 gol, contribuendo alla salvezza dei Black Cats, ottenuta con una giornata d'anticipo.

#### Milan
Il 30 giugno 2017 si trasferisce al Milan in prestito con obbligo di riscatto fissato a 6 milioni di euro. Esordisce con la maglia rossonera il 27 luglio seguente, durante la partita U Craiova-Milan (0-1), mentre segna il suo primo gol con il club milanese nel match di andata dei play-off di Europa League vinto per 6-0 a San Siro contro i macedoni dello Škendija. La prima rete in A con i nuovi colori arriva contro la SPAL, il 10 febbraio 2018, sigillando il 4-0 finale del match.
Dopo i primi due anni in cui trova abbastanza spazio, al terzo viene messo ai margini della rosa. Lascia il club nel gennaio 2020, dopo due anni e mezzo in cui ha giocato in molti ruoli.

#### Verona
Il 14 gennaio 2020 si trasferisce al Verona. Il 19 gennaio trova la prima rete in gialloblù, all'esordio, nell'1-1 contro il Bologna. Nonostante qualche problema fisico, i 6 mesi all'Hellas sono positivi, con lui che realizza 3 reti, di cui una nel successo per 2-1 contro la Juventus futura campione d'Italia.

#### Fatih Karagümrük
Il 14 dicembre seguente, dopo aver trascorso tre mesi da svincolato, viene tesserato dal Fatih Karagümrük, militante in Süper Lig, dove ritrova l'ex compagno di squadra Lucas Biglia oltre a diverse vecchie conoscenze del campionato italiano.
In Turchia mette insieme 75 presenze e 36 gol.

#### Sampdoria
Il 10 luglio 2023 torna in Italia dopo 3 anni, accasandosi alla Sampdoria, appena retrocessa in cadetteria e allenata da Andrea Pirlo, il suo ultimo mister in Turchia. Esordisce in blucerchiato il 25 agosto, subentrando nella ripresa a Kristoffer Askildsen nella partita interna contro il Pisa, persa per 0-2. Il 1º ottobre segna su calcio di rigore la sua prima rete con il club, portando momentaneamente in vantaggio la Sampdoria nella partita interna contro il Catanzaro, persa poi per 1-2. Il 10 maggio 2024, nella gara vinta 3-1 sul campo del Catanzaro valevole per l'ultima giornata, segna la sua prima tripletta in blucerchiato (e in generale in carriera). Il 25 settembre 2024, in occasione del Derby della Lanterna valevole per l'accesso agli ottavi di Coppa Italia, realizza il gol del definitivo 1-1, per cui la Sampdoria riesce ad andare ai tiri di rigore e a passare il turno. A fine 2024 la società decide di tagliare Borini e altri compagni di squadra: l’attaccante decide però di rimanere a Genova nel mercato invernale rifiutando proposte dall’estero e da club di Serie B e quella di allenarsi con la Primavera. Seguono un periodo di allenamenti a parte e tre richieste di reintegro nel contesto di una disputa legale. Nell’aprile 2025, all’arrivo della nuova gestione tecnica, viene reintegrato in gruppo ma per i margini regolamentari per la Lista A non può essere schierato; quindi scende in campo solo nel derby della selezione Primavera. Viene reinserito in lista a seguito dell’infortunio di Tutino e torna in campo il 27 aprile nel finale della sconfitta con la Carrarese.

### Nazionale

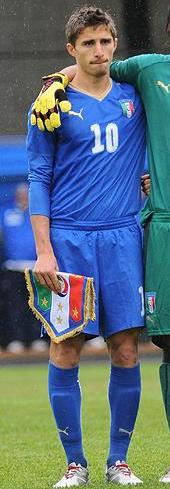
Borini con la maglia della nazionale Under-21 nel 2010.

Esordisce in nazionale Under-21 nel 2009. Segna il suo primo goal contro l'Ungheria in occasione della partita di qualificazione agli Europei del 2011 persa per 2-0. Il 29 marzo 2011, nel giorno del suo ventesimo compleanno, segna il suo primo gol in Under-21, firmando la rete del definitivo 2-2 nell'amichevole Germania-Italia disputata a Kassel.
Il 26 febbraio 2012 riceve la sua prima convocazione in nazionale, da parte del CT Cesare Prandelli. Esordisce in Nazionale il 29 febbraio, a 20 anni, entrando in campo al posto di Alessandro Matri al 59' della partita amichevole Italia-Stati Uniti (0-1) disputata a Genova. Viene quindi inserito nella lista dei 23 convocati per l'Europeo 2012, durante il quale tuttavia non viene mai impiegato.
Partecipa all'Europeo Under-21 in Israele nel 2013. Il 15 giugno segna il gol decisivo nella semifinale contro l'Olanda (1-0) che porta l'Italia in finale. Segna anche nella finale contro la Spagna il 4-2 finale nella sconfitta che consegna il trofeo alla nazionale iberica.
Nel maggio del 2016 è stato convocato allo stage della nazionale maggiore dal CT Antonio Conte, che in seguito lo ha però escluso dai 23 giocatori che hanno partecipato all'Europeo 2016 in Francia.

## Statistiche

### Presenze e reti nei club
Statistiche aggiornate al 15 giugno 2025.
| Stagione                | Squadra                 | Campionato              | Campionato | Campionato | Coppe nazionali | Coppe nazionali | Coppe nazionali | Coppe continentali | Coppe continentali | Coppe continentali | Altre coppe | Altre coppe | Altre coppe | Totale | Totale |
| Stagione                | Squadra                 | Comp                    | Pres       | Reti       | Comp            | Pres            | Reti            | Comp               | Pres               | Reti               | Comp        | Pres        | Reti        | Pres   | Reti   |
| ----------------------- | ----------------------- | ----------------------- | ---------- | ---------- | --------------- | --------------- | --------------- | ------------------ | ------------------ | ------------------ | ----------- | ----------- | ----------- | ------ | ------ |
| 2009-2010               | Chelsea                 | PL                      | 4          | 0          | FACup+CdL       | 2+1             | 0               | UCL                | 1                  | 0                  | -           | -           | -           | 8      | 0      |
| 2010-mar. 2011          | Chelsea                 | PL                      | 0          | 0          | FACup+CdL       | 0               | 0               | UCL                | 0                  | 0                  | CS          | 0           | 0           | 0      | 0      |
| Totale Chelsea          | Totale Chelsea          | Totale Chelsea          | 4          | 0          |                 | 3               | 0               |                    | 1                  | 0                  |             | -           | -           | 8      | 0      |
| mar.-giu. 2011          | Swansea City            | FLC                     | 9+3        | 6+0        | FACup+CdL       | 0               | 0               | -                  | -                  | -                  | -           | -           | -           | 12     | 6      |
| ago. 2011               | Parma                   | A                       | 0          | 0          | CI              | 1               | 0               | -                  | -                  | -                  | -           | -           | -           | 1      | 0      |
| 2011-2012               | Roma                    | A                       | 24         | 9          | CI              | 2               | 1               | UEL                | 0                  | 0                  | -           | -           | -           | 26     | 10     |
| 2012-2013               | Liverpool               | PL                      | 13         | 1          | FACup+CdL       | 1+0             | 0               | UEL                | 6                  | 1                  | -           | -           | -           | 20     | 2      |
| 2013-2014               | Sunderland              | PL                      | 32         | 7          | FACup+CdL       | 3+5             | 0+3             | -                  | -                  | -                  | -           | -           | -           | 40     | 10     |
| 2014-2015               | Liverpool               | PL                      | 12         | 1          | FACup+CdL       | 2+2             | 0               | UCL+UEL            | 2+0                | 0                  | -           | -           | -           | 18     | 1      |
| Totale Liverpool        | Totale Liverpool        | Totale Liverpool        | 25         | 2          |                 | 5               | 0               |                    | 8                  | 1                  |             | -           | -           | 38     | 3      |
| 2015-2016               | Sunderland              | PL                      | 26         | 5          | FACup+CdL       | 0+1             | 0               | -                  | -                  | -                  | -           | -           | -           | 27     | 5      |
| 2016-2017               | Sunderland              | PL                      | 24         | 2          | FACup+CdL       | 2+0             | 0               | -                  | -                  | -                  | -           | -           | -           | 26     | 2      |
| Totale Sunderland       | Totale Sunderland       | Totale Sunderland       | 82         | 14         |                 | 11              | 3               |                    | -                  | -                  |             | -           | -           | 93     | 17     |
| 2017-2018               | Milan                   | A                       | 29         | 2          | CI              | 4               | 0               | UEL                | 11                 | 3                  | -           | -           | -           | 44     | 5      |
| 2018-2019               | Milan                   | A                       | 20         | 2          | CI              | 3               | 0               | UEL                | 5                  | 1                  | SI          | 1           | 0           | 29     | 3      |
| 2019-gen. 2020          | Milan                   | A                       | 2          | 0          | CI              | 0               | 0               | -                  | -                  | -                  | -           | -           | -           | 2      | 0      |
| Totale Milan            | Totale Milan            | Totale Milan            | 51         | 4          |                 | 7               | 0               |                    | 16                 | 4                  |             | 1           | 0           | 75     | 8      |
| gen.-ago. 2020          | Verona                  | A                       | 14         | 3          | CI              | 0               | 0               | -                  | -                  | -                  | -           | -           | -           | 14     | 3      |
| 2020-2021               | Fatih Karagümrük        | SL                      | 20         | 9          | TK              | 0               | 0               | -                  | -                  | -                  | -           | -           | -           | 20     | 9      |
| 2021-2022               | Fatih Karagümrük        | SL                      | 21         | 3          | TK              | 3               | 3               | -                  | -                  | -                  | -           | -           | -           | 24     | 6      |
| 2022-2023               | Fatih Karagümrük        | SL                      | 30         | 20         | TK              | 1               | 1               | -                  | -                  | -                  | -           | -           | -           | 31     | 21     |
| Totale Fatih Karagümrük | Totale Fatih Karagümrük | Totale Fatih Karagümrük | 71         | 32         |                 | 4               | 4               |                    | -                  | -                  |             | -           | -           | 75     | 36     |
| 2023-2024               | Sampdoria               | B                       | 22+1       | 9          | CI              | 0               | 0               | -                  | -                  | -                  | -           | -           | -           | 23     | 9      |
| 2024-2025               | Sampdoria               | B                       | 11+1       | 0          | CI              | 3               | 1               | -                  | -                  | -                  | -           | -           | -           | 15     | 1      |
| Totale Sampdoria        | Totale Sampdoria        | Totale Sampdoria        | 33+2       | 9          |                 | 3               | 1               |                    | -                  | -                  |             | -           | -           | 48     | 10     |
| Totale carriera         | Totale carriera         | Totale carriera         | 308        | 79         |                 | 32              | 9               |                    | 25                 | 5                  |             | 1           | 0           | 366    | 93     |

### Cronologia presenze e reti in nazionale
| Cronologia completa delle presenze e delle reti in nazionale ― Italia | Cronologia completa delle presenze e delle reti in nazionale ― Italia | Cronologia completa delle presenze e delle reti in nazionale ― Italia | Cronologia completa delle presenze e delle reti in nazionale ― Italia | Cronologia completa delle presenze e delle reti in nazionale ― Italia | Cronologia completa delle presenze e delle reti in nazionale ― Italia | Cronologia completa delle presenze e delle reti in nazionale ― Italia | Cronologia completa delle presenze e delle reti in nazionale ― Italia |
| Data                                                                  | Città                                                                 | In casa                                                               | Risultato                                                             | Ospiti                                                                | Competizione                                                          | Reti                                                                  | Note                                                                  |
| --------------------------------------------------------------------- | --------------------------------------------------------------------- | --------------------------------------------------------------------- | --------------------------------------------------------------------- | --------------------------------------------------------------------- | --------------------------------------------------------------------- | --------------------------------------------------------------------- | --------------------------------------------------------------------- |
| 29-2-2012                                                             | Genova                                                                | Italia                                                                | 0 – 1                                                                 | Stati Uniti                                                           | Amichevole                                                            | -                                                                     | 59’                                                                   |
| Totale                                                                |                                                                       | Presenze                                                              | 1                                                                     |                                                                       | Reti                                                                  | 0                                                                     |                                                                       |

## Palmarès

### Club
- Campionato inglese: 1

Chelsea: 2009-2010
- Coppa d'Inghilterra: 1

Chelsea: 2009-2010

### Individuale
- Selezione UEFA dell'Europeo Under-21: 1

Israele 2013